# Astra 1F
Astra 1F luxemburgi kommunikációs műhold.

## Küldetés
Elősegíteni a rádió- és televíziócsatornák kisméretű parabolaantennával történő analóg vételét. Ténylegesen digitális műhold, Európában és a Közel-Keleten végez szolgáltatást.

## Jellemzői
Gyártotta a Boeing Satellite Systems, üzemeltette a Société Européenne des Satellites-Astra (SES Astra) Európa műhold üzemeltető magáncége.
Megnevezései:  COSPAR:1996-021A; SATCAT kódja: 23842.
1996. április 8-án a Bajkonuri űrrepülőtérről, a LC-81/23 jelű indítóállványról egy Proton-K (Blok-DM3) hordozórakétával állították közepes magasságú Föld körüli pályára (MEO = Medium Earth Orbit). Az első nyugati műhold amely Proton rakétával emelkedett a magasba. Az orbitális pályája 1435,48 perces, 0.08° hajlásszögű, Geoszinkron pálya perigeuma 35 757 kilométer, az apogeuma 35 791 kilométer volt.
Alakja prizma, méretei 2,3 x2,5x 2,5 méter. Tömege 3014 kilogramm. Szolgálati idejét 15 évre tervezték. Három tengelyesen stabilizált (Nap-Föld érzékeny) űreszköz. 66 televíziós csatorna, valamint videó és internet szolgáltatást végez. Telemetriai szolgáltatását antennák segítik. Információ lejátszó KU-sávos, 30 (24 aktív+6 tartalék) transzponder biztosította Európa lefedettségét. Az űreszközhöz napelemeket rögzítettek (kinyitva 26 méter; 5 500 W), éjszakai (földárnyék) energia ellátását újratölthető kémiai, nikkel-hidrogén akkumulátorok biztosították. A stabilitás és a pályaelemek elősegítése érdekében (monopropilén hidrazin) gázfúvókákkal felszerelt.